# ユーリー・ラストヴォロフ
ユーリー・ラストヴォロフ（ロシア語: Юрий Александрович Растворов、1921年7月11日 - 2004年1月19日）は、ソ連の職業的諜報員、軍人、チェキスト。中佐。

## 経歴
クルスク州ドミトリエフカ町出身。父は赤軍の将校で、母は医師だった。軍人の家庭に育ったため、幼い頃から国中を回った。父方の祖父は富農であったため、革命後迫害を受け、悲惨な死を遂げたと言われている。（この祖父の運命が、ラストボロフのアメリカ亡命の遠因だったとする見方がある）。
独ソ戦勃発後、当時モスクワのタガンスキー地区政治委員だった父の陳情で、前線ではなく、内務人民委員部（NKVD）に入り、特殊学校で日本語を学んだ。日本語を学ぶのは嫌だったが、祖父の事があり、指示に従って学んだと言う。特殊学校卒業後、対外諜報部に入り、ソ連対日参戦のための諜報情報の収集・分析に従事した。
日本降伏後の1946年初め、ラストヴォロフは、日本を占領する連合国のソ連代表団の一員という外交カバーの下で東京に派遣された。ラストヴォロフは、シベリア抑留者からエージェント（日本側から見ると、スパイ）を選抜する秘密委員会に入り、元将校、官僚・政治家の親族の徴募に少なからず成功したとされる。
1950年までに日本兵捕虜の多くが帰国し、エージェントを活用する機会が現れた。しかし、当時の日本はまだアメリカとイギリスを中心とした連合国軍の占領下で、特に中央政府はアメリカにより完全にコントロールされ、手柄を立てる可能性がなかったため、当時のソ連諜報部では日本派遣は一種の左遷と考えられていた。

## ラストヴォロフ事件
1950年、ラストヴォロフは、東京に戻り、二等書記官として麻布の駐日大使館に単身赴任した。日本では、主として在日米軍に関する情報の収集に従事し、アメリカ軍人が出入りするバー、レストラン、テニスクラブに通った。目的は、アメリカ人協力者を得る事であったとされるが、このテニスクラブ入りが、皮肉にも、ラストボロフがアメリカ人に接近しているという疑念を本国に抱かせ、後の亡命の一因になったといわれる。
1953年3月5日、ヨシフ・スターリンが死去した。間もなく、内務相のラヴレンチー・ベリヤが逮捕され、国家保安機関内で粛清が始まるとの噂が流れた。
1954年1月、大使館内の高官による会議が開かれ、ラストヴォロフのモスクワ召還が決定された。彼は、同年1月25日発の横浜－ナホトカ便で帰国するはずだった。しかし、ラストヴォロフは、帰国前日の1月24日、工作中に知り合った英語教師（アメリカの防諜員）メリー・ジョーンズ（後の妻）と接触し、CIAの代表部に引き渡された。ラストヴォロフは、飛行機で東京から沖縄に、その後グアムの米軍基地に移された。
同年2月1日、ラストヴォロフが行方不明になっていることが明るみになり、日本のマスコミはさまざまに報じた。 それによれば、身長172センチメートルで肉付きがよく、顔が大きく金髪で、やや前頭部がはげあがっており、服装は灰色の背広と濃紺のコート、チャック付の革靴であり、日本語を話し、日本の友人もいるというものであった。当時の報道では、ベリヤ逮捕によりラストヴォロフは将来に不安をいだいての失踪ではないかと推測している。
アメリカ亡命後、ラストヴォロフは記者会見を開き、日本における情報収集活動の実態を暴露し、1950年までにソ連のエージェントになることを誓約させられた日本人がおよそ500名におよび、その他の情報提供者を含めた潜在エージェントは8,000人を超えることを明らかにした。事件発覚後、西側のマスコミは、この事件をセンセーショナルに報道した。また、日本側の報道でも、1954年8月14日付『朝日新聞』が、外務省と公安調査庁の共同発表を「ラストボロフ事件の真相」という見出しをつけて掲載している。各種報道によると、ラストヴォロフ自身は、36人の日本人エージェントを有していたと証言したとされる。
まもなくエージェントの1人、元関東軍航空参謀少佐志位正二が自首した。志位はソ連抑留中にスパイになることを強要されて帰国し、主として日本の再軍備についてラストヴォロフに報告、月一回、計30回にわたって約50万円を受け取ったといわれている。8月14日、外務省欧米局第5課事務官・日暮信則、国際協力局第1課事務官・庄司宏が国家公務員法100条（秘密を守る義務）違反の容疑で逮捕され、8月19日、外務省経済局経済2課事務官・高毛礼茂（暗号名「エコノミスト」）が同容疑で逮捕された。日暮信則は、事件の取調中、4階の窓から飛び降りて自殺した。高毛礼茂は懲役8月、罰金100万円の判決を受けたが、庄司宏は証拠不十分で無罪判決を受けた
。
同年、ソ連の軍事裁判所は、欠席裁判でラストヴォロフに死刑を言い渡した。同僚のワシーリー・ソコロフは、諜報部を解雇され、ソ連共産党から除籍された。

## 最初の妻
ラストヴォロフの最初の妻のカリーナ・ゴドワは、NKVD歌舞団のプリマで、ラヴレンチー・ベリヤのお気に入りだった。彼女は、日本赴任を嫌い、ラストヴォロフは単身赴任せざるを得なかった。ラストヴォロフは彼女との間に1女をもうけた。

## 亡命後のラストヴォロフ
アメリカ亡命後、ラストヴォロフには、架空の履歴が与えられ、CIAの顧問として働いた。1950年代末には、解職され、電気会社のマネージャーとなった。1959年、アメリカ上院の特別決定により、アメリカ市民権を取得。アレン・ウェルシュ・ダレスは、ラストヴォロフの功績に対して感謝状を贈っている。
亡命後の妻となったメリー・ジョーンズは、工作中に知り合った英語教師で、亡命後に結婚し、2女をもうけた。後に2人は離婚し、メリーの方はCIA職員と再婚した。